# Un Natale di ghiaccio
Un Natale di ghiaccio (Ice Quake) è un film per la televisione canadese del 2010 diretto da Paul Ziller.

## Trama
Un'enorme crepa nella crosta terrestre minaccia il mondo con gas letali provenienti dal nucleo del pianeta, ma per salvare l'umanità ci vuole un geologo di nome Michael Webster e la sua famiglia.